# Дальмас, Оноре Жозеф
Оноре Жозеф (Иосиф) Дальмас (фр. Honoré-Joseph Dalmas, ou Delmas; умер в 1829 году в Санкт-Петербурге, Российская империя) — французский актёр и музыкант петербургской Французской оперы, нотный гравер, печатник и издатель, придворный поставщик книг и оперного репертуара. Известен также как литератор, переводчик, один из наиболее ранних переводчиков А. С. Пушкина на французский язык.
Видный масон высоких степеней посвящения, член-основатель ложи «Соединенных друзей» и других организаций вольных каменщиков в Санкт-Петербурге, автор текстов масонских гимнов.
Главным достижением Дальмаса признается создание «Troubadour du Nord» (Северный трубадур) — одного из крупнейших петербургских нотных издательств начала XIX века и издание одноимённого нотного журнала — одного из первых музыкальных журналов Петербурга.

### Книги
- Пыпин, Александр Николаевич. Масонство в России : XVIII и первая четверть XIX в. / По изданию: = Пыпин А. Русское масонство. Пг.: Изд-во «Огни», 1916 / Ред., примеч.: Г. В. Вернадский, С. С. Москаленко. — М. : Изд-во «Век», 1997. — 488 с. — 2000 экз. — ISBN 5-88987-035-1.
- Пыпин, Александр Николаевич. Общественное движение в России при Александре I. — СПб. : Гуманитарное агентство «Академический проект», 2001. — 560 с. — (Пушкинская библиотека). — 1000 экз. — ISBN 5-7331-0145-8.

### Статьи
- Т. Ф. Музычук. Два российских народных гимна в отечественных нотных изданиях / Российская национальная библиотека; по рекомендации науч.-метод. совета Отдела нотных изданий и звукозаписей // Нотные издания в музыкальной жизни России : российские нотные издания XVIII — начала XX в. : сб. источниковедческих трудов. — СПб. : изд-во РНБ, 2003. — Вып. 2.